# Мостово (Млавський повіт)
Мостово (пол. Mostowo) — село в Польщі, у гміні Шренськ Млавського повіту Мазовецького воєводства.
Населення — 233 особи (2011).
У 1975-1998 роках село належало до Цехановського воєводства.

## Демографія
Демографічна структура станом на 31 березня 2011 року:
|          | Загалом | Допрацездатний вік | Працездатний вік | Постпрацездатний вік |
| -------- | ------- | ------------------ | ---------------- | -------------------- |
| Чоловіки | 106     | 20                 | 71               | 15                   |
| Жінки    | 127     | 27                 | 66               | 34                   |
| Разом    | 233     | 47                 | 137              | 49                   |